# Hypena proboscidalis
Hypena proboscidalis là một loài bướm đêm thuộc họ Erebidae. Nó được tìm thấy ở châu Âu.
Sải cánh dài 25–38 mm. Con trưởng thành bay làm hai đợt từ tháng 5 đến tháng 9.
Ấu trùng ăn hop, tầm ma và Ground-elder.

## Hình ảnh

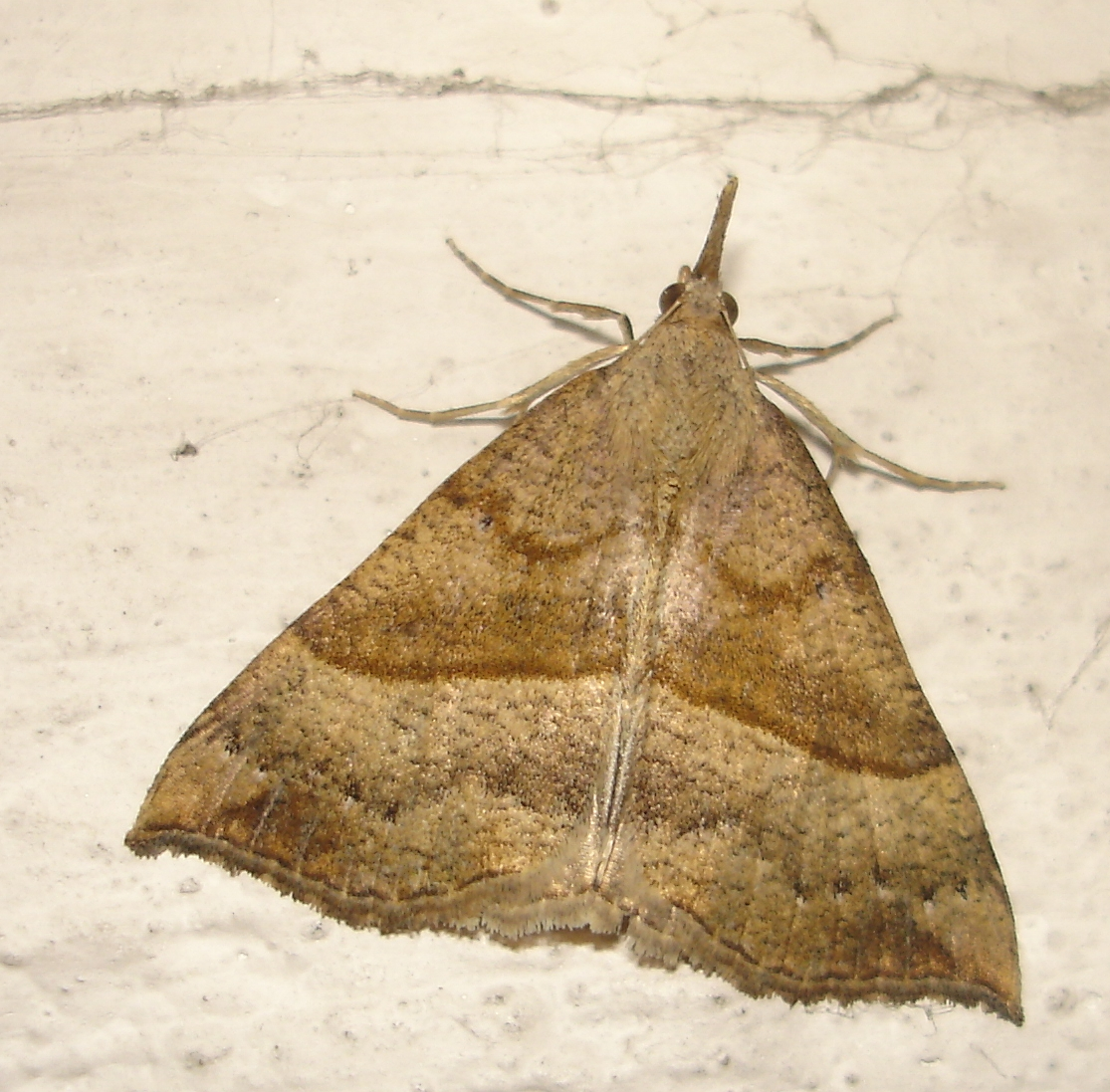
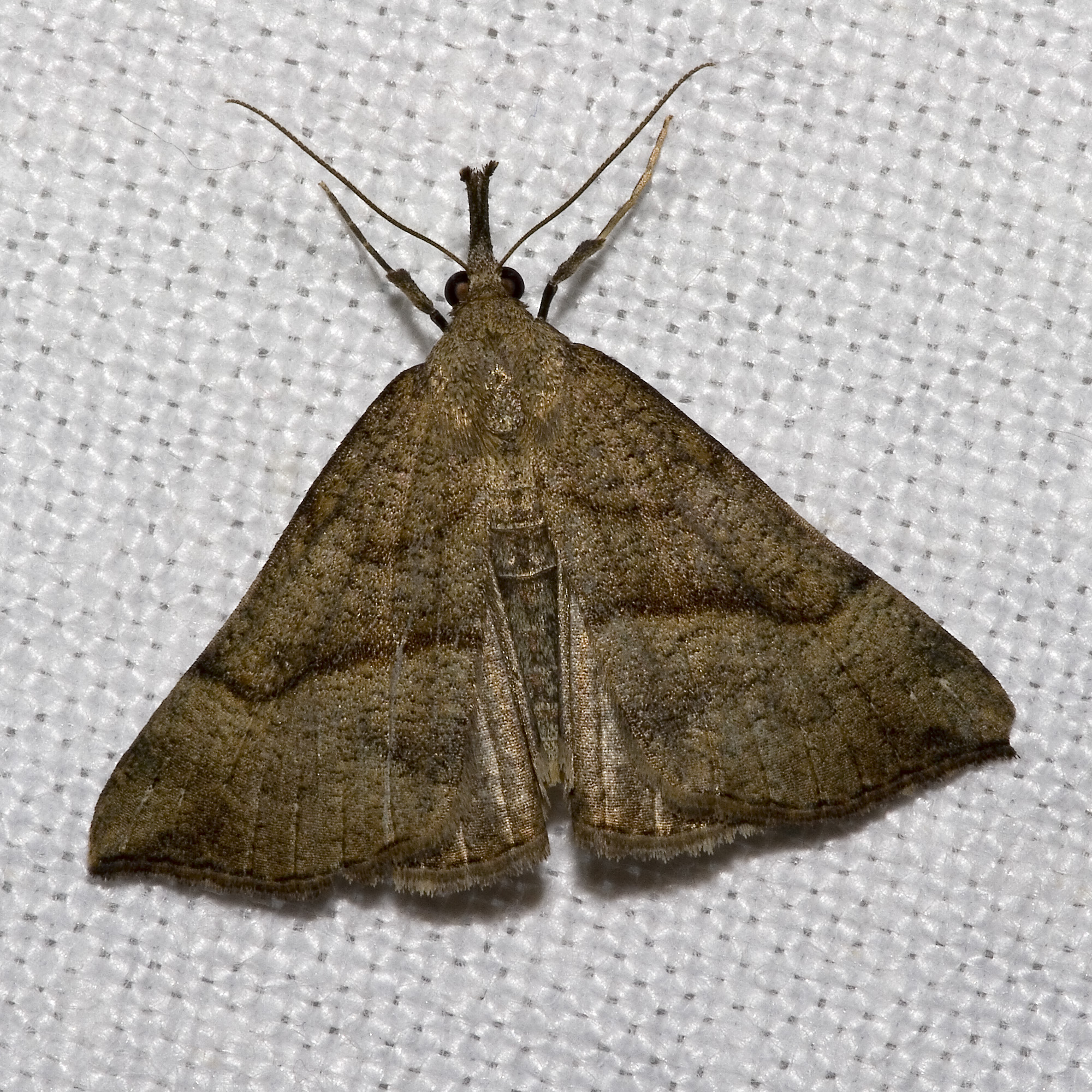
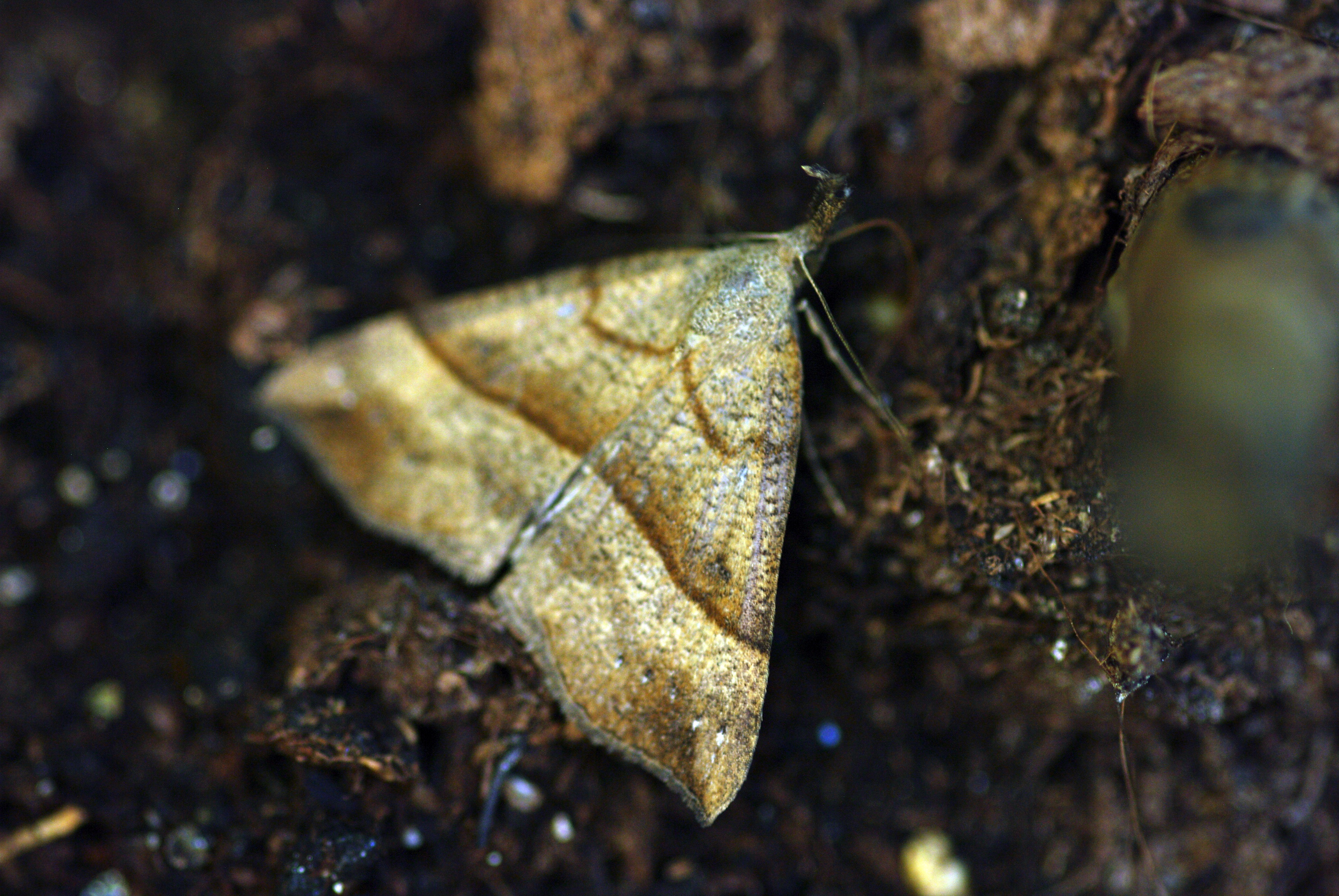
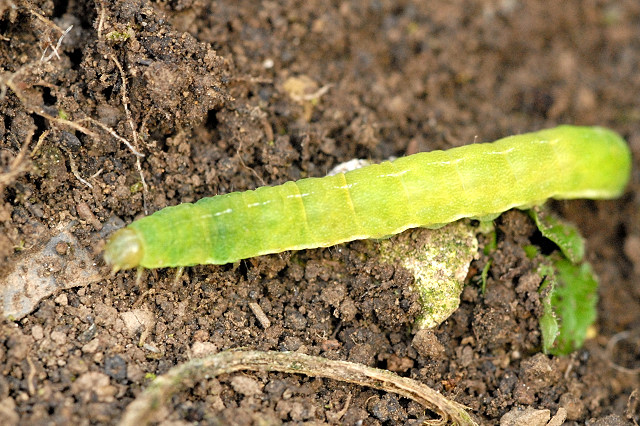